# 1922 في الولايات المتحدة
فيما يلي قوائم الأحداث التي وقعت خلال عام 1922 في الولايات المتحدة.

## سياسة

### تعيين في المنصب
- 2 فبراير – أندرو ميلر القاضي الفيدرالي للولايات المتحدة.
- 7 فبراير – أدلبرت ألثوز حاكم غوام،حاكم غوام.

### انتهاء فترة المنصب
- 7 فبراير – جيمس سبور حاكم غوام.
- 28 فبراير – كينيسو ماونتين لانديس United States District Court for the Northern District of Illinois [الإنجليزية]‏.
- 18 نوفمبر – ترومان هاندي نيوبيري عضو مجلس الشيوخ الأمريكي.
- 8 ديسمبر – أدلبرت ألثوز حاكم غوام.
- 31 ديسمبر – ناثان لويس ميلر حاكم نيويورك [الإنجليزية]‏.

## ظهور
- 1 يناير – الشؤون الخارجية
- 1 يناير – بزوغ الفجر
- 1 يناير – ذا رينج
- 1 يناير – ريدرز دايجست
- 1 يناير – هارفارد بزنس ريفيو مجلة.

## أفلام
من الأفلام التي صدرت هذه السنة في الولايات المتحدة:
- 18 أكتوبر – روبن هود من إخراج ألان دوان.

## كتب
من الكتب التي صدرت هذه السنة في الولايات المتحدة:
- 1 يناير – الأرض اليباب من تأليف ت. س. إليوت.
- 1 يناير – الجميلة والملعون من تأليف فرنسيس سكوت فيتسجيرالد.
- 1 يناير – بابيت من تأليف سنكلير لويس.
- 27 مايو – الحالة المحيرة لبنجامين بتن من تأليف فرنسيس سكوت فيتسجيرالد.

## مواليد

### يناير
- 1 يناير – جيري روبنسون
- 1 يناير – مارلين ميلتزر
- 8 يناير – ديل ديهافن مايرز
- 14 يناير – جو باكسي ملاكم من الولايات المتحدة الأمريكية.
- 17 يناير – بيتي وايت
- 17 يناير – نيكولاس كاتزنباك محامي أمريكي.
- 20 يناير – راي أنتوني
- 21 يناير – تيلي سافالاس
- 28 يناير – روبرت هولي
- 30 يناير – ديك مارتن

### فبراير
- 6 فبراير – هاسكل ويكسلر
- 10 فبراير – هارولد ايفرت هيوز سياسي أمريكي.
- 13 فبراير – هال مور كاتب من الولايات المتحدة الأمريكية.
- 14 فبراير – جيري فليشمان لاعب كرة سلة أمريكي.
- 15 فبراير – هيرمان كان رياضياتي من الولايات المتحدة الأمريكية.
- 17 فبراير – ريتشارد ديفيس أندرسون رياضياتي أمريكي.
- 18 فبراير – هيلين براون
- 24 فبراير – ستيفن هيل ممثل أمريكي.
- 26 فبراير – ويليام بومول عالم اقتصاد أمريكي.

### مارس
- 1 مارس – إدغار أوبديغراف
- 1 مارس – فريد سكولاري لاعب كرة سلة من الولايات المتحدة الأمريكية.
- 2 مارس – ديفيد غرينغلاس
- 2 مارس – فرانسيس سبينس
- 7 مارس – آندي فيليب
- 12 مارس – جاك كيروك كاتب أمريكي.
- 14 مارس – ليه باكستر
- 18 مارس – سيمور مارتن ليبست عالم اجتماع أمريكي.
- 20 مارس – كارل راينر
- 21 مارس – جوني إزيرسكي لاعب كرة سلة أمريكي.
- 28 مارس – جوي مكسيم ملاكم من الولايات المتحدة الأمريكية.

### أبريل
- 1 أبريل – آلان بيرليس
- 1 أبريل – وليام مانشستر
- 2 أبريل – جون سي وايتهيد سياسي أمريكي.
- 3 أبريل – دوريس داي
- 4 أبريل – إلمر بيرنشتاين
- 4 أبريل – جورج سنسكي
- 6 أبريل – ارماند فيجبنوم
- 15 أبريل – ستانلي شاشتر عالم نفس أمريكي.
- 18 أبريل – باربرا هيل ممثلة أمريكية.
- 19 أبريل – ليو بيك لاعب كرة سلة من الولايات المتحدة الأمريكية.
- 22 أبريل – شارليس مينغوس
- 24 أبريل – جاي دي كانون ممثل أمريكي.
- 27 أبريل – جاك كلوغمان ممثل أمريكي.

### مايو
- 2 مايو – جورج بيمنتل
- 2 مايو – روسكو لي براون ممثل ومخرج أمريكي.
- 13 مايو – بيلي غابور لاعب كرة سلة أمريكي.
- 21 مايو – جيمس واتسون لوبيز سياسي أمريكي.
- 21 مايو – روبرت غود طبيب أمريكي.
- 23 مايو – إيستر كونويل فيزيائية أمريكية.
- 24 مايو – هوي دالمار

### يونيو
- 2 يونيو – كلير باترسون
- 4 يونيو – غيل بيشوب لاعب كرة سلة أمريكي.
- 10 يونيو – جودي غارلند
- 19 يونيو – جيمي داردن
- 26 يونيو – اليانور باركر ممثلة أمريكية.
- 26 يونيو – هربرت غولدشتاين
- 29 يونيو – رالف بورنس موسيقي أمريكي.

### يوليو
- 5 يوليو – ادوين طومسون جاينيس فيزيائي أمريكي.
- 5 يوليو – بوب دافي لاعب كرة سلة من الولايات المتحدة الأمريكية.
- 9 يوليو – جيم بولارد
- 10 يوليو – جيك لاموتا
- 11 يوليو – جين إيفانز
- 12 يوليو – كلارك ماكجريجور سياسي أمريكي.
- 12 يوليو – مارك هاتفيلد سياسي أمريكي.
- 14 يوليو – هوارد ألفين كروم
- 15 يوليو – ليون ليدرمان
- 18 يوليو – توماس كون
- 19 يوليو – جورج ماكغفرن سياسي أمريكي.
- 20 يوليو – آلان ستيفنسون بويد سياسي أمريكي.
- 21 يوليو – جاي سترنر هاموند سياسي من الولايات المتحدة الأمريكية.
- 22 يوليو – باتريشيا كانينغ تود لاعبة كرة مضرب من الولايات المتحدة.
- 24 يوليو – هاري بويكوف لاعب كرة سلة أمريكي.
- 25 يوليو – جيمس إيرلي مهندس من الولايات المتحدة الأمريكية.
- 26 يوليو – بليك إدواردز
- 26 يوليو – جيسون روباردس ممثل أمريكي.
- 30 يوليو – هنري جورج بلوخ رجل أعمال من الولايات المتحدة الأمريكية.

### أغسطس
- 3 أغسطس – جون ايزنهاور
- 8 أغسطس – روري كالهون
- 9 أغسطس – ألفريد ندسون عالم وراثة من الولايات المتحدة الأمريكية.
- 9 أغسطس – جاك توماي لاعب كرة سلة من الولايات المتحدة الأمريكية.
- 13 أغسطس – تشاك جيلمور لاعب كرة سلة من الولايات المتحدة الأمريكية.
- 15 أغسطس – ليونارد باسكين نحات أمريكي.
- 17 أغسطس – فريدريك ب دنت سياسي أمريكي.
- 18 أغسطس – شيلي وينترز
- 24 أغسطس – هوارد زين
- 29 أغسطس – آرثر أندرسون ممثل أمريكي.

### سبتمبر
- 1 سبتمبر – جيم سيمينوف لاعب كرة سلة أمريكي.
- 6 سبتمبر – أوستن رايت كاتب أمريكي.
- 8 سبتمبر – سيد سيزر
- 8 سبتمبر – صموئيل بيرس سياسي أمريكي.
- 9 سبتمبر – بيلي غراهام ملاكم من الولايات المتحدة الأمريكية.
- 15 سبتمبر – جاكي كوبر
- 19 سبتمبر – ويلي بيب ملاكم من الولايات المتحدة الأمريكية.
- 22 سبتمبر – جاك سي روبينسون
- 26 سبتمبر – توم براون لاعب كرة مضرب أمريكي.
- 29 سبتمبر – ليزابيث سكوت

### أكتوبر
- 4 أكتوبر – مالكولم بالدريدج، الابن سياسي أمريكي.
- 9 أكتوبر – بوب جالفين
- 9 أكتوبر – فيفش فينكل ممثل أمريكي.
- 13 أكتوبر – ناثانيل كليفتون
- 19 أكتوبر – خوانيتا مور ممثلة أمريكية.
- 20 أكتوبر – جون أندرسون
- 22 أكتوبر – جون تشافي سياسي أمريكي.
- 27 أكتوبر – روبي دي ممثلة أمريكية.
- 31 أكتوبر – ديفيد اتلي فيليبس صحفي من الولايات المتحدة الأمريكية.

### نوفمبر
- 8 نوفمبر – ريتشارد بارتليت منتج أفلام أمريكي.
- 11 نوفمبر – كورت فونيجت
- 12 نوفمبر – كيم هنتر
- 13 نوفمبر – جورج راتكوفيكز لاعب كرة سلة أمريكي.
- 16 نوفمبر – جين أمدال فيزيائي أمريكي.
- 16 نوفمبر – رويال دانو
- 17 نوفمبر – ستانلي كوهين
- 26 نوفمبر – تشارلز شولز

### ديسمبر
- 2 ديسمبر – ليو غوردون
- 8 ديسمبر – جان بورتر
- 24 ديسمبر – آفا غاردنر ممثلة أمريكية.
- 26 ديسمبر – نورمان اورينتريك طبيب جلد من الولايات المتحدة الأمريكية.
- 27 ديسمبر – دوايت إدليمان لاعب كرة سلة أمريكي.
- 28 ديسمبر – ستان لي

## وفيات

### يناير
- 21 يناير – جون كيندريك بانجس (مواليد 1862)
- 27 يناير – نيللي بلي (مواليد 1864) صحفية أمريكية.

### فبراير
- 16 فبراير – نيوتن نايت (مواليد 1829) مزارع ومحارب أمريكي.

### مارس
- 11 مارس – روبرت واين (مواليد 1851) دبلوماسي من الولايات المتحدة الأمريكية.

### أبريل
- 14 أبريل – كاب أنسون (مواليد 1852) لاعب كرة قاعدة من الولايات المتحدة الأمريكية.

### مايو
- 2 مايو – ريتشارد ثيودور غرينير (مواليد 1844)

### يونيو
- 24 يونيو – وليام روكفيلر (مواليد 1841)

### سبتمبر
- 1 سبتمبر – تشارلز إنزلي (مواليد 1870) ممثل أمريكي.
- 7 سبتمبر – ويليام ستيوارت هالستد (مواليد 1852) جراح من الولايات المتحدة الأمريكية.
- 23 سبتمبر – دبليو ميلر (مواليد 1843) ممثل من الولايات المتحدة الأمريكية.

### أكتوبر
- 22 أكتوبر – ليمان أبوت (مواليد 1835)

### نوفمبر
- 1 نوفمبر – ألفا آدامز (مواليد 1850) سياسي من الولايات المتحدة الأمريكية.
- 17 نوفمبر – لوقا إدوارد رايت (مواليد 1846)